# تريكيس (إيطاليا)
تريكيس هي كومونا في مدينة نابولي العصرية في منطقة كامبانيا الإيطالية ، وتقع على بعد حوالي 15 كيلومترا (9.3 ميل) جنوب شرق نابولي.
تقع تريكيس على حدود البلديات التالية: بوسوكريكاس ، إركولانو ، أوتافيانو ، توري أنونزياتا و توري ديل غريكو.